# Frameline Film Festival

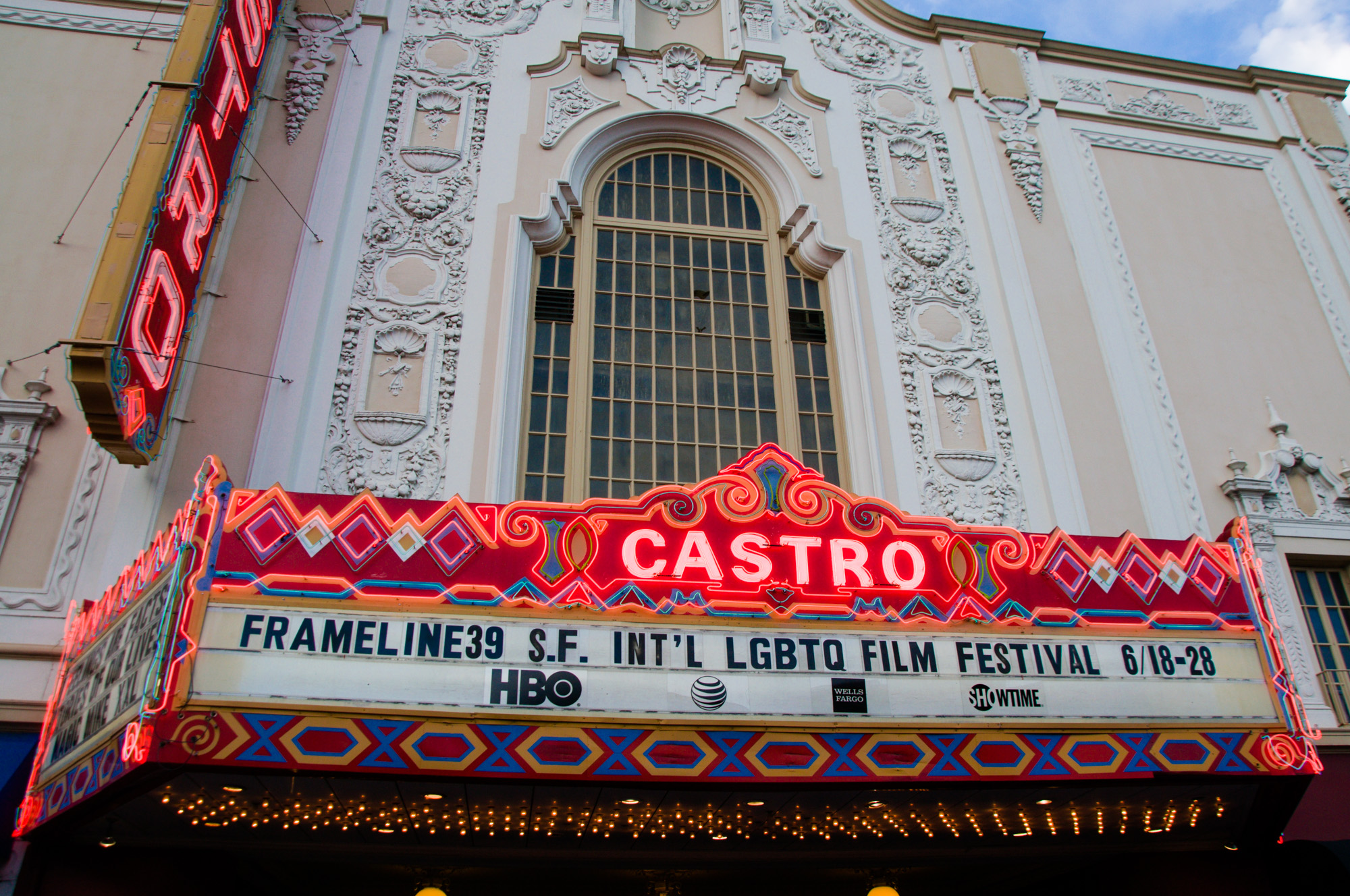
La 39ª edizione al Castro Theatre di San Francisco.

Frameline è una organizzazione no-profit che organizza il San Francisco International LGBT Film Festival. Fondato nel 1977, è il più antico festival cinematografico in corso dedicato a tematiche lesbiche, omosessuali, bisessuali e transessuali (LGBT). La missione di Frameline è "cambiare il mondo attraverso il potere del cinema queer".
Con la partecipazione annuale di 80.000 persone è il più grande evento espositivo di cinema LGBT in tutto il mondo ed è l'evento di arti LGBT più frequentato nella San Francisco Bay Area. Il Festival si svolge ogni anno a fine giugno, secondo un calendario che permette alla serata di chiusura della manifestazione di coincidere con l'annuale Gay Pride della città, che si svolge l'ultima domenica del mese.
Nel 2004 il festival ha cambiato il suo nome in Frameline28, in occasione della 28ª edizione. Le edizioni successive hanno seguito questo schema di denominazione.
I film che sono stati proiettati al festival di Frameline sono stati donati al Hormel Center presso la San Francisco Public Library. Una donazione iniziale è stata fatta nel 2005 e la biblioteca ha collaborato con la Bay Area Video Coalition (BAVC) per la conservazione di registrazioni video. Nel corso dell'anno, Frameline promuove diverse iniziative culturali; Frameline Distribution, una casa di distribuzione fondata nel 1981, e Frameline Film & Video Completion Fund, società che aiuta cineasti fondata nel 1990.

## Premi
I premi annuali del festival comprendono il Frameline Award, assegnato alla persona che ha svolto un ruolo chiave nella storia del cinema LGBT, Audience Award per il miglior film, miglior documentario e miglior cortometraggio. Il festival aggiunge di tanto in tanto premi della giuria. Recentemente hanno incluso premi della giuria per la miglior opera prima e miglior documentario.